# Гейсар Аминпур
Гейсар Аминпур (перс. قیصر امینپور((23 апреля 1959 — 30 октября 2007) — иранский писатель и поэт. Он один из самых влиятельных поэтов периода Исламской революции и стал седьмым номинантом на премию "Человек года" в 2008 году в рамках проекта «Вечные имена». Он стал победителем первой церемонии Международного фестиваля поэзии и кино «Фаджр» (перс. "Заря") в категории "традиционные произведения". 

## Биография
Гейсар Аминпур родился 23 апреля 1959 года в шахрестане Готаванд остана Хузестан. Об отце ничего не известно, кроме того, что его звали Мурад. Начальное и среднее образование получил в средней школе доктора Моина и аятоллы Талегани в Дезфуле. В 1978 году он был принят в Тегеранский университет для изучения ветеринарной медицины, но через некоторое время бросил обучение в этой области.
Гейсар Аминпур в 1984 году снова поступил в университет, но уже на факультет персидского языка и литературы и после всего цикла обучения получил докторскую степень. В 1997 году он защитил докторскую диссертацию на тему «Традиции и инновации в современной поэзии» под руководством Мохаммада Резы Шафии Кадкани. Диссертация была опубликована в 2004 году научными и культурологическими изданиями.
В 1979 году вместе с Сейедом Хасаном Хосейни он стал одним из поэтов, оказывавших влияние на формирование и продолжение деятельности Поэтического отдела Центра культуры до 1987 года. В этот период он руководил страничкой поэзии еженедельника «Соруш» и в 1984 году опубликовал свой первый сборник стихов. Его первый сборник «На аллее солнца» представлял собой сборник рубаи и четверостиший, за ним последовал сборник «Дыхание утра», куда вошли ряд газелей и около двадцати стихотворений в стиле Нимы Юшиджа, некоторые из которых, конечно, ошибочно считают белыми стихами. Эта книга была опубликована издательством Центра культуры, относящегося к Организации исламской пропаганды. Аминпур никогда не писал стихов, лишенных размера, и в то же самое время никогда не выступал против таковых.
Гейсар Аминпур начал преподавать в университете Аль-Захра в 1988 году, и в 1990 году в Тегеранском университете. В 1989 году он также получил премию Нимы Юшиджа, известную как «Благословенная хрустальная птица». Аминпур был избран постоянным членом Академии персидского языка и литературы в 2003 году. Он скончался в 2007 году из-за болезни почек и сердца в Тегеранской больнице. 
Кроме стихов, написанных на персидском языке, Гейсар Аминпур также писал стихи на лурском и бахтиарском языках, которые особенно популярны в регионе проживания луров и бахтияров (среди них останы Хузестан, Чахармахаль и Бахтиари, восток Лурестана и запад Исфахана).
Жена Аминпура, Зиба Эшраги, присоединилась к издательству «Кешвар» в 2017 году, приняв участие в публикации книги «У этой песни нет аромата хлеба: стилистика песен Гейсара Аминпура», автором которой стал Мехди Фирузиян, преподаватель Тегеранского университета.
Среди его произведений можно выделить сборники «На аллее солнца» и «Дыхание утра».

## Стиль
Стихи Аминпура ценны, поскольку они расширили горизонт языковых возможностей персидского языка, им было изобретено и введено в поэтический язык множество новых слов. Также он использовал множество аллегорий, что стало его визитной карточкой в поэзии. Он умел сочетать в своих стихах стилистические и риторические черты классической поэзии и поэзии стиля Нимы Юшиджа. Одним из факторов, который в конечном итоге выделяет его стиль среди других поэтов эпохи, является его новаторство в риторике и понимание того, чего сегодняшняя публика ожидает от поэзии.

## Глазами других
Сейед Али Хаменеи, выражая соболезнования по поводу его смерти, писал следующее: "С грустью и сожалением я получил горькое известие о смерти мудрейшего поэта революции доктора Гейсара Аминпура. Его потеря — ужасная утрата для меня и для всех мастеров слова. Он был творческим и незаурядным поэтом и неизменно двигался к вершинам этого великого искусства. Он и его друзья были первыми прекрасными и благословенными ростками революции в области поэзии, и огромная его заслуга - разрастание и рост новой персидской поэзии.

## Произведения
Он публиковал работы в области детской поэзии и литературной прозы, среди которых можно указать следующие:
- Внезапные зеркала
- Дыхание утра
- На аллее солнца
- Буря в скобках (литературная проза, 1986)
- Сочинение «Полдень десятого дня» (поэзия для подростков, 1986)
- Словно родник, словно река (поэзия для подростков, 1989)
- Летать без крыльев (литературная проза, 1991)
- Сборник стихотворений «Внезапные зеркала» (1993)
- По словам ласточки (поэзия для подростков, 1996)
- Избранные стихотворения (1999, издательство «Морварид»)
- Сборник стихотворений «Все цветы обращаются лицом к солнцу» (2001, издательство «Морварид»)
- Сборник стихотворений «Грамматика любви» (2007, издательство «Морварид»)
- Книга «Стихи и детство» (2006, издательство «Морварид»)
- Полное собрание стихотворений Гейсара Аминпура (издательство «Морварид»)

«Грамматика любви» стала последней книгой стихов Гейсара Аминпура, которая вышла в Тегеране летом 2007 года и, по имеющимся данным, была переиздана менее чем за месяц.

## Исполненные произведения
«Гольчини» — одна из самых известных песен Гейсара Аминпура:
- Сборник произведений Гейсара Аминпура в исполнении Алирезы Эфтехари в альбоме «Нилуфаране», является самым продаваемым альбомом традиционной музыки в истории Ирана. Таснифы «Нилуфаране», «Неизвестная гора», «История сердца и Рая», являются отсылкой к произведениям, составленным из стихов Гейсара Аминпура в этом альбоме.
- Кыта «Ночи влюбленного», который был выпущен в альбоме «Ночи влюбленного» в исполнении Алирезы Эфтехари в 2000 году. Мелодия этого произведения была написана Аббасом Хошделем.
- Произведение «Остаешься только ты» вышло в 2008 году в альбоме «Остаешься только ты». Алиреза Эфтехари стал исполнителем, а Амир Рахими Азар и Али Хаштинеджад — композиторами для этого произведения.
- Песня «Запах месяца мехр», написанная Насером Чешме Азаром и исполненная детским хором, является одной из детских песен Аминпура, которая имела много хороших откликов.
- Народное бахтиарское произведение «Суз Гасили». Это произведение представляет собой народную лирику, созданную Гейсаром Аминпуром с мелодией Омида Нилдара и исполненную Моджтабой Эльяси.
- Песня «Запах дождя». Эта песня была выпущена в 2002 году в альбоме «Хлеб и шут» Мохаммада Исфахани. Композитор этого произведения — Хомаюн Хоррам, а аранжировщик — Бехруз Сафариан.
- Песня «В память о тебе» из альбома Мохаммада Исфахани «Расстояние» была спродюсирована в 2000 году, композитором и аранжировщиком ее стал Алиреза Кохандири.
- Хесам-ад-Дин Серадж исполнил несколько газелей Гейсара в 2008 году и вскоре после смерти Кайсара в альбоме «Плач без причины», а в 2015 году продолжил исполнять его произведения в альбоме «Губы, читающие дождь». Среди них песня «Махровый тюльпан», которая была спродюсирована еще при жизни Гейсара и вошла в его альбом «Пурпурный сад».
- Песня «Последнее слово». Это произведение было выпущено в 2012 году в альбоме Резы Яздани «Неясные воспоминания», написанном Кареном Хомаюнфаром.
- Альбом «Честь воды», написанный Шахином Шахбази и исполненный Бамдадом (Мортезой) Фалахати в 2011 году — среди других произведений, созданных после смерти поэта на мотив его стихов. В этом альбоме названия всех песен, в том числе «Знак», «Честь воды», «Восточная газель», «Сохраним любовь», «Значение красоты», «Грамматика любви», «Если сердце есть причина», «Завет человека», взяты из стихов и газелей Гейсара Аминпура.
- Песня «Улыбка утра», исполненная Мохаммадом Мотамеди на музыку Хади Арзама, которая также исполнена в альбоме «Честь воды» Бамдадом Фалахати, является еще одним исполнением стихов Аминпура, которое сочинено как оркестровая композиция в форме иранского классического жанра махур.

## Смерть
После несчастного случая в 1999 году он всегда страдал от различных заболеваний и даже перенес как минимум две операции на сердце и пересадку почки, и в конце концов скончался около 3 часов ночи во вторник, 30 октября 2007 года, в больнице Дей. Тело этого поэта было доставлено на его малую Родину Готаванд и было предано земле рядом с могилой неизвестных мучеников шахрестана.
После его смерти муниципальная площадь второго района, расположенная в районе Саадатабад, была названа в честь Гейсара Аминпура. После разрушения площади в 2018 году (она была преобразована в перекресток) южный бульвар, ведущий к площади, который прежде назывался «Шахрдари», был переименован в бульвар Гейсара Аминпура.